# Frankrijk in de Middeleeuwen
Dit artikel behandelt de geschiedenis van Frankrijk in de Middeleeuwen.
Frankrijk is als politieke eenheid ontstaan gedurende de Middeleeuwen. Beoogd wordt een overzicht te geven van de geschiedenis van de gebieden die tegenwoordig de Franse Republiek vormen. Ook de geschiedenis van gebieden die daar tegenwoordig geen deel van uitmaken, maar gedurende de Middeleeuwen onderdeel waren van Frankische staatkundige verbanden, zal aan de orde komen. De nadruk zal dus liggen op de landen tussen Het Kanaal, de Golf van Biskaje, de Maas, de Rhône en de Pyreneeën.
Gewoonlijk laat men de Middeleeuwen rond 300, 400, 500 of 600 na Christus beginnen. Ten aanzien van het einde van de Middeleeuwen bestaat grotere consensus. De meeste historici laten de Nieuwe Tijd, die hierop volgt, kort voor 1500 beginnen.
De middeleeuwse beschaving heeft wat betreft haar politieke en sociale structuren veel ontleend aan de Oudheid. Invloedrijk was de Griekse wijsbegeerte, met name het politiek en juridisch denken. Veel middeleeuwse politieke en administratieve structuren waren overgenomen van de Romeinen. Groot was ook de invloed van het Romeins recht. Het Latijn was de taal van het culturele leven, van de Kerk en van het denken. Voor zover het Griekse denken invloed had, fungeerden de Romeinen daarbij steeds als doorgeefluik. Veel Romeinse instellingen waren beïnvloed door de Griekse filosofie. De invloedrijkste denkers waren Plato en Aristoteles. 

Nog belangrijker dan alle bovengenoemde factoren was de invloed van het christendom.

## Ontstaan van Frankrijk
De Franse historiografie heeft sinds het eind van Middeleeuwen de vorming van een Franse staat als een onontkoombaarheid voorgesteld. Die staat zou van nature begrensd worden door de Alpen, de Rijn en de Pyreneeën. Het Romeinse begrip 'Gallië' zou volgens deze traditie met 'Frankrijk' samenvallen. Deze visie is echter voornamelijk een projectie achteraf, en is op hoofdlijnen in strijd met de feiten.

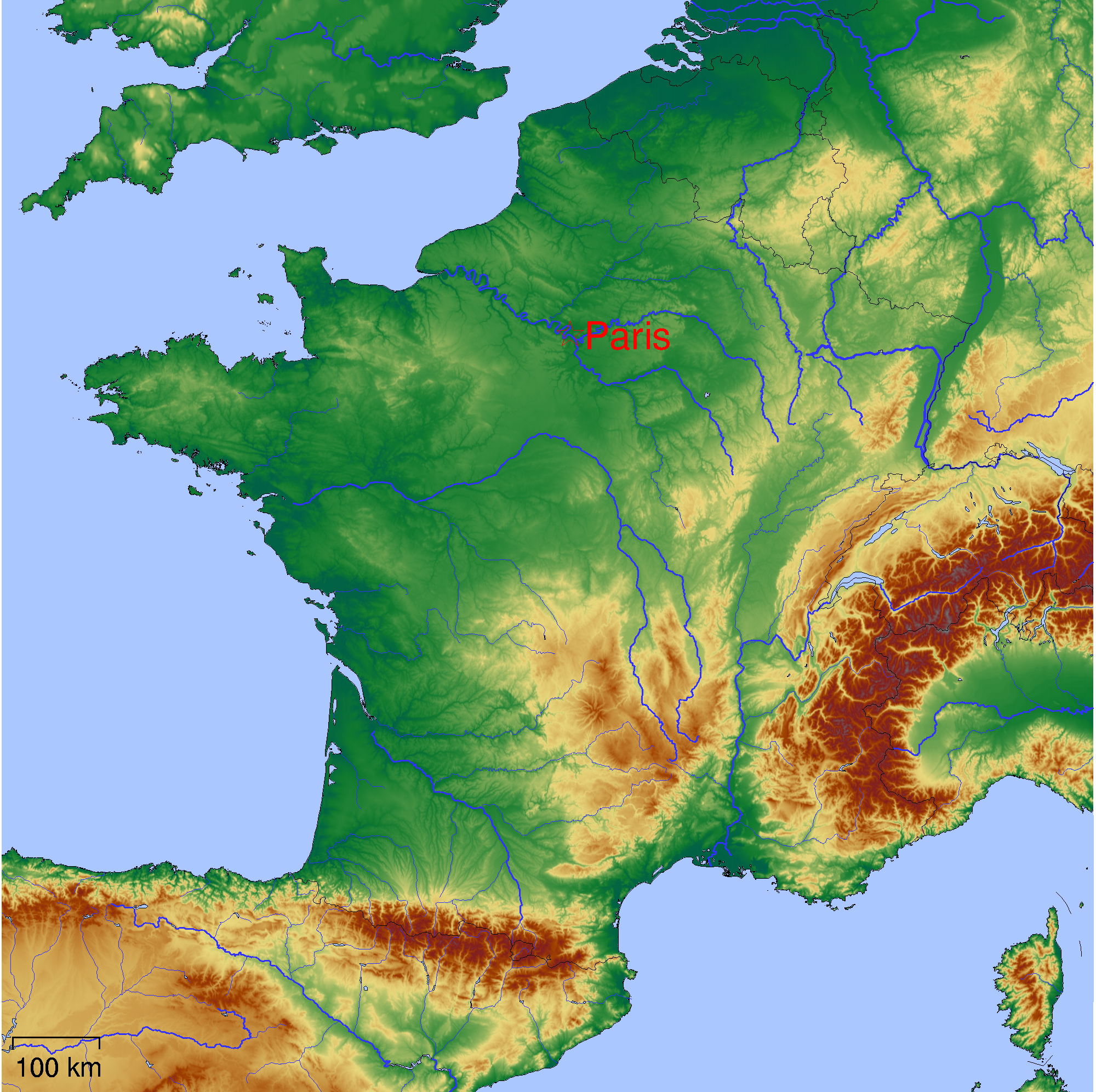
Fysisch-geografische kaart van het huidige Frankrijk.
Hierop zijn het uiteenlopend karakter van de regio's en het belang van de grote rivieren duidelijk zichtbaar.

Op het grondgebied van het huidige Frankrijk bestonden grote verschillen in talen en culturen. Het noorden en zuiden behoren tot twee verschillende klimatologische zones. In het noorden heerst een gematigd klimaat, in het zuiden een mediterraan klimaat. Een drietal bergachtige gebieden, het Centraal Massief, de Alpen en de Pyreneeën, vergroten nog de verschillen in klimaat en vegetatie. Sommige delen van Frankrijk, met name de dalen van Loire, Seine en Rhône zijn vruchtbaar, en werden daarom al vroeg door mensen bewoond. Andere delen bestonden uit ondoordringbare bossen, moerassen en heidevelden, die de communicatie tussen de verschillende regio's bemoeilijkten.
De Franse monarchie was tot op zekere hoogte een voortzetting van oudere staatkundige verbanden op het grondgebied van Gallië, zowel van het Romeinse Rijk als van de diverse Frankische deelrijken.

## Staatsvorming in Gallië: Romeinen en Franken
Gallië werd hoofdzakelijk bewoond door de Galliërs toen de Romeinen het veroverden. Zij woonden voornamelijk in dorpen en vormden stamverbanden. Het gebied langs de kust van de Middellandse Zee was welvarend; hier hadden zich steden ontwikkeld uit Griekse kolonies, waarvan de voornaamste Massalia (nu Marseille) was. In 121 v.Chr. werd het zuidelijk deel van Gallië een Romeinse provincie: Gallia Narbonensis. Ruim een halve eeuw later veroverde Julius Caesar de rest van Gallië. Hier werden de provincies Gallia Aquitania, Gallia Lugdunensis en Gallia Belgica ingericht. Nog lang nadien was het zuiden van Gallië welvarender dan het noorden; de nederzettingen waren er in de regel groter en lagen dichter bij elkaar.
Het lokaal bestuur was georganiseerd volgens de bestaande stamverbanden, door de Romeinen pagi genoemd. De steden die hier als administratieve centra ontstonden, bleven ook gedurende de Middeleeuwen als centra van bestuur en cultuur functioneren. Het belang van deze steden werd versterkt door het gegeven dat ook alle bisschoppen zich hier vestigden. De Franse middeleeuwse kerkprovincies waren een voortzetting van de Romeinse bestuursstructuur.
Keizer Constantijn de Grote (306-337) verplaatste in 330 de hoofdstad van het Romeinse Rijk naar Constantinopel. In 395 viel het Romeinse Rijk in twee delen uiteen. Terwijl de economie en het culturele leven zich – ondanks meerdere crises – in het oosten wisten te handhaven, was in het westen in allerlei opzicht sprake van verval. 

Het Oost-Romeinse Rijk, geregeerd vanuit Constantinopel, hield stand. Daarentegen werd de westelijke hoofdstad Rome meerdere malen veroverd en geplunderd. Het inwonertal van bijna alle steden in het westen liep sterk terug. Slechts de bisschopssteden slaagden erin hun functie als centrum van cultuur te handhaven.

### Invallen van Germanen
Gedurende de vierde en vijfde eeuw vestigden Germaanse stammen zich in groten getale binnen het Romeinse Rijk. De Barbaarse invasie in 406 voorafgaande op die van de Hunnen is hiervoor bepalend geweest. Grote groepen Germanen als de Bourgonden, Franken en Visigoten konden zich daardoor binnen het rijk vestigen.
In 476 kwam er mede daardoor definitief een einde aan het West-Romeinse Rijk. De grens tussen 'barbaren' en beschaving vervaagde. Wat Gallië zelf betreft, daar was het aantal barbaren dat zich in deze periode vestigde relatief gezien vrij beperkt: geen enkele Germaanse volksstam telde meer dan 100.000 personen, terwijl het aantal Gallo-Romeinen ongeveer op 10 miljoen wordt geschat. Binnen de beschavingskring die vervolgens rond de Noordzee en Het Kanaal ontstond, speelde Gallië voortaan een centrale rol.
Het overgeleverde bronnenmateriaal uit deze eeuwen is beperkt. In veel gevallen is de archeologie onze enige bron. Het debat over deze periode is steeds in beweging. Wel staat vast dat de vorming van een Franse staat in belangrijke mate het gevolg is geweest van de vierde- en vijfde-eeuwse ontwikkelingen. De gebeurtenissen uit die tijd hebben verstrekkende gevolgen gehad. Zo dankt Frankrijk (la France) ook zijn naam aan een van de Germaanse stammen.
Gedurende de vroege Middeleeuwen leefden in Gallië Germanen en geromaniseerde Kelten, Gallo-Romeinen, die duidelijk in de meerderheid waren, naast elkaar. Waar de Germanen zich vestigden, verdwenen de Romeinse villae om plaats te maken voor dorpen met het voor de Germanen karakteristieke nederzettingspatroon. De invallers stichtten enkele rijken waarvan de meeste geen lang leven beschoren was. Ten zuiden van de Loire bleef de Germaanse invloed beperkt en handhaafde zich de Romeinse cultuur. Daarentegen was de Germaanse invloed groot ten noorden van de Seine, al was het aantal Germanen dat zich hier vestigde bescheiden. Veel steden werden verwoest, kennis van het schrift ging er zo goed als verloren en het heidendom herleefde.
Ten noorden en oosten van Somme en Maas was het aantal nieuwkomers aanzienlijk. De taalgrens die op termijn in het noorden ontstond, lag dan ook aanvankelijk in de buurt van deze rivieren. De volgende Germaanse stammen speelden na de volksverhuizing een belangrijke rol in de geschiedenis van Gallië: de Bourgondiërs in het zuidoosten, de Visigoten in het zuidwesten, de Franken in het noorden en de Alemannen in het oosten. Zeer uitgestrekt was aanvankelijk het Rijk van de Visigoten, dat ook Spanje omvatte. Een tijdlang zag het ernaar uit dat zij de bovenliggende partij zouden worden in de periode dat de Romeinen hun macht verloren. Met de aanvang van het koningschap van Clovis I in 481 veranderde dat toen Clovis alle Frankische stammen onder een bewind verenigde.
In de Frankisch-Romeinse oorlog veroverde hij de Romeinse enclave tussen Somme en Loire in 486 en versloeg de Visigoten in een reeks veldslagen waardoor zij het Gallische deel van hun rijk moesten opgeven.
Min of meer autonoom ontwikkelde zich het Bretons Schiereiland. Hier had zich een groot aantal Keltische vluchtelingen uit Engeland gevestigd. De Frankische vorsten slaagden er niet in Bretagne duurzaam te onderwerpen.

### Frankische Rijk: Merovingen en Karolingen

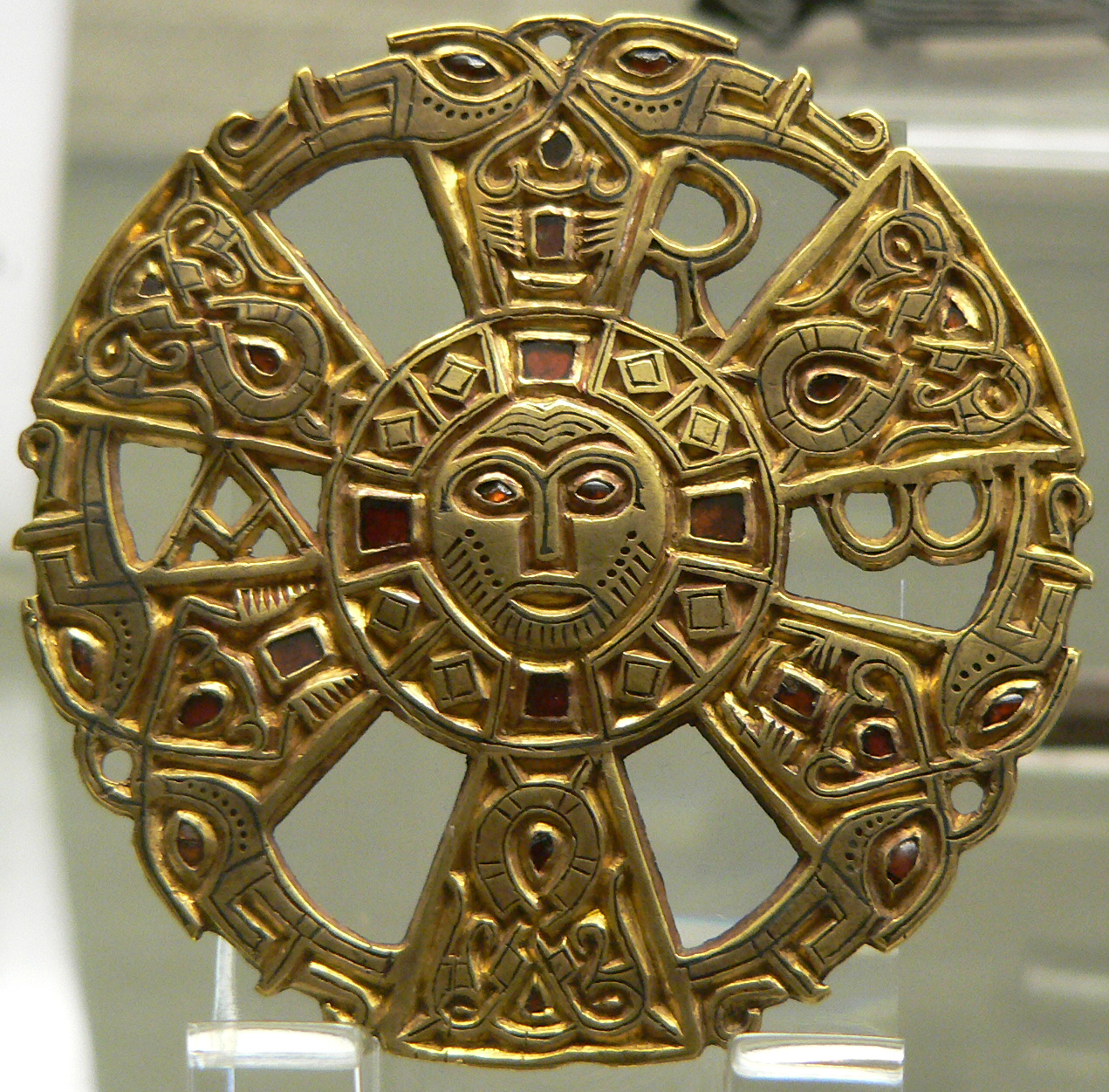
Disque de Limons, een gouden appliqué uit de Merovingische periode (~600), Cabinet des médailles, Parijs.
Opvallend is de combinatie van een christelijk symbool, het Christusmonogram, en de diermotieven.

Achtereenvolgens heersten in Gallië twee Frankische dynastieën: de Merovingen (tot 751) en de Karolingen (751-888).
Dat ook het gebied ten zuiden van de Loire een deel werd van de Frankische staat was het gevolg van de op expansie gerichte politiek van de Merovingen. In 507 wist Clovis in de slag bij Vouillé, in de buurt van Poitiers, een beslissende overwinning op de Visigoten te behalen. Deze werden gedwongen zich achter de Pyreneeën terug te trekken. Clovis ging ~500 over tot het christendom, en koos daarbij in tegenstelling tot andere Germaanse vorsten voor het katholicisme. Mede daardoor werd het voor de streng-katholieke Gallo-Romeinse elite een stuk gemakkelijker om tot een stabiele samenwerkingsvorm met de Franken te komen. De zonen van Clovis veroverden in 536 het koninkrijk van de Bourgondiërs en in 537 de Provence. 

Het was de koning Clovis (Chlodowech) (481-511) van de Salische Franken, die vanuit Doornik in nauwelijks twintig jaar de macht van de Merovingen blijvend vestigde. Hij stichtte het regnum Francorum. Ten gevolge van zijn brute optreden lag het politiek centrum voortaan in het noorden, in het gebied dat zich ruwweg uitstrekt van het Bekken van Parijs naar Keulen; vanaf 511 was Parijs de hoofdstad. Rivaliserende Frankische koningen schakelde Clovis uit door hen een voor een te vermoorden. Een belangrijke gebeurtenis was zijn overwinning (486) op Syagrius, die vanuit Soissons over een flink deel van de voormalige Romeinse provincies Gallia Lugdunensis en Gallia Belgica regeerde. Clovis nam ook de expansie in oostelijke richting met kracht ter hand. In 496 wist hij in de slag bij Tolbiac (het tegenwoordige Zülpich) samen met de Ripuarische Franken de concurrerende Germaanse stam van de Alamannen blijvend te onderwerpen. Kort daarna schoof hij ook de koning van de Ripuarische Franken opzij.

Dat ook het gebied ten zuiden van de Loire een deel werd van de Frankische staat was het gevolg van de op expansie gerichte politiek van de Merovingen. In 507 wist Clovis in de slag bij Vouillé, in de buurt van Poitiers, een beslissende overwinning op de Visigoten te behalen. Deze werden gedwongen zich achter de Pyreneeën terug te trekken. Clovis ging ~500 over tot het christendom, en koos daarbij in tegenstelling tot andere Germaanse vorsten voor het katholicisme. Mede daardoor werd het voor de streng-katholieke Gallo-Romeinse elite een stuk gemakkelijker om tot een stabiele samenwerkingsvorm met de Franken te komen. De zonen van Clovis veroverden in 536 het koninkrijk der Bourgondiërs en in 537 de Provence. 

Onder de Merovingische vorsten was het centraal gezag zwak; hun gewoonte om het rijk na de dood van een koning onder zijn zonen te verdelen droeg daaraan bij. Desondanks bleef een zekere samenhang bewaard.
De Franken bedachten al in een vroeg stadium verhalen over hun herkomst die hoofdzakelijk tot doel hadden om het prestige van het Merovingische vorstenhuis te vergroten. De Franken zouden afstammen van de Sugambren, een volk dat in een mythisch verleden een rijk in Pannonië geregeerd zou hebben. Volgens een ander verhaal zouden de Franken afstammen van de Trojanen en onder leiding van Francio, een bloedverwant van koning Priamus, naar het stroomgebied van de Rijn zijn getrokken.
Een groot deel van onze kennis over de Merovingische periode ontlenen wij aan het werk van bisschop Gregorius van Tours.
Vanaf de zevende eeuw was de macht van Merovingen aan erosie onderhevig. Er ontwikkelde zich meerdere keren conflicten tussen Neustrië (kerngebied rond Parijs) en Austrasië (kerngebied in de Maasvallei). De laatste partij werd vanaf het begin van de 8e eeuw dominant. De eerste Karolingische koning, Pippijn de Korte (van Austrasische afkomst), liet zich in 751 door de paus tot koning zalven. De Karolingen ondernamen een poging de koninklijke macht te versterken. Zij legitimeerden hun gezag door op cultureel gebied aan te knopen bij het antieke erfgoed. Tijdens het bewind van Karel de Grote en diens opvolger Lodewijk de Vrome was er sprake van een Karolingische renaissance.

Onder Karel de Grote (768-814) bereikte het Frankische Rijk zijn grootste omvang. Karel de Grote werd zelfs tot (Romeins) keizer gekroond. Ironisch genoeg traden door de verdere expansie de zwakheden van het rijk duidelijker aan het licht. Er werden deelkoninkrijken, zoals Aquitanië, gecreëerd; deze werden geschonken aan jongere zonen van de dynastie. Van groot belang voor de handhaving van het gezag waren de ongeveer vierhonderd graven (comites), oorspronkelijk ambtsdragers die belast waren met de rechtspraak. Zij leidden de plaatselijke vergadering van vrije mannen.
Tijdens de latere jaren van de regeerperiode van Karel de Grote trachtten de Scandinavische Vikingen, ook wel Noormannen genoemd, stukken land langs de noordelijke en westelijke grenzen van zijn rijk in te palmen. Na Karels dood in 814 bleken zijn opvolgers niet in staat tot het bewaren van de politieke eenheid; het eens zo grootse rijk begon ineen te storten. Het Verdrag van Verdun (843) bleek achteraf van grote betekenis voor het verdere verloop van de geschiedenis van West-Europa. De toen vastgelegde noord- en oostgrens van West-Francië bleef op enkele kleine uitzonderingen na tot in de 16e eeuw van kracht.
De negende en tiende eeuw waren wederom een periode van instabiliteit. Ditmaal werd het westen van Europa aangevallen door de Vikingen, het midden door de Magyaren (Hongaren) en het zuiden door de Saracenen. De invallen van de Vikingen konden niet afdoende worden tegengehouden. De Vikingen voeren soms zelfs honderden kilometers de Loire en de Seine op in hun drakars, en zaaiden paniek. In 843 doodden de Vikingen de bisschop van Nantes. Een paar jaar later staken ze de kerk van Sint-Martinus in Tours in brand. Onder de indruk van hun eigen succes plunderden de Vikingen in 845 Parijs. In 911 werd door Karel de Eenvoudige (898-922) een groot deel van de benedenloop van de Seine, de Vexin, aan hen afgestaan. Hieruit ontstond het hertogdom Normandië, dat nog een paar eeuwen zich zeer onafhankelijk zou opstellen en buiten Frankrijk zijn eigen veroveringstochten ondernam, zoals in Engeland tegen de Angelsaksen en in Zuid-Europa tegen de Saracenen. In dezelfde periode wisten de Saracenen enige piratennesten op de Franse zuidkust, zoals Fraxinetum te veroveren.
De politieke versnippering zette zich voort. Rond 900 ontstonden territoriale vorstendommen zoals Bourgondië, een verzameling van enkele pagi.

#### Leenstelsel
Onder de Karolingen was in Frankrijk het leenstelsel ingevoerd. In ruil voor (hoofdzakelijk militaire) diensten kregen leenmannen goederen in leen van de leenheer om in hun levensonderhoud te voorzien. De koning had dus vazallen: zijn leenmannen waren de graven en hertogen. Die graven en hertogen hadden op hun beurt weer vazallen: burggraven, banheren; en sommige daarvan hadden ook weer vazallen: banheren. In theorie was er daarmee sprake van een sociale piramide met de koning aan het hoofd. In de tiende en elfde eeuw functioneerde deze gezagspiramide echter nauwelijks: gedurende de tiende eeuw vond er een welhaast volledige desintegratie van het centraal gezag plaats.

## Temps féodaux; Robertingen en vroege Capetingen
De periode van ~900 tot ~1150 staat in de Franse historiografie bekend als de temps féodaux (feodale tijd/tijden). De door de Romeinen geïntroduceerde structuur van de pagus, het ambtsgebied van de graven, versplinterde rond het jaar 1000. Lokale machthebbers, banheren, konden in gebieden met een zwakke centrale leiding in een beperkt gebied de macht naar zich toe trekken door het bouwen van een kasteel. Eenmaal gevestigd konden zij zich veroorloven zich niet veel meer van de boven hen geplaatste leenheren in deze piramide of zelfs van de koning aan te trekken. Deze creatie van lokale banheerlijkheden (seigneuries) wordt de 'banale revolutie' genoemd. De boeren waren hiervan het voornaamste slachtoffer. Zij werden geconfronteerd met grove exploitatie en buitensporig en redeloos geweld. In deze periode werden in veel streken de boeren verplicht om in dorpen te gaan wonen. Dit maakte het voor de heren makkelijker om de boeren te controleren.
Zeer invloedrijk in de tiende eeuw was het oorspronkelijk uit de Haspengouw afkomstige geslacht der Robertingen. Daarentegen waren gezag en prestige van de Karolingers aan erosie onderhevig. Gedurende enkele decennia woedde er een machtsstrijd tussen de twee geslachten. In juli 987 werd Hugo Capet, hertog van Francië en graaf van Parijs, tot koning gekozen. De troonsbestijging van Hugo Capet wordt gezien als het begin van het huis Capet. Deze dynastie, in feite afstammelingen van de Robertingen, zou – de zijtakken Valois en Bourbon daarbij inbegrepen – Frankrijk gedurende meer dan 800 jaar regeren. De Robertingen maakten zich ook meester van een deel van de goederen van de Karolingen. 

De Karolingen gaven zich niet zomaar gewonnen. In 991 probeerde Karel van Lotharingen het koningschap te herwinnen. Hij veroverde Laon en Reims, maar stierf uiteindelijk in gevangenschap.
Het is van belang te benadrukken dat er naar het besef van de middeleeuwers geen 'Frans volk' bestond, zoals er ook geen 'Engels volk' bestond. Men leefde in de eerste plaats binnen de gemeenschap van gelovigen, de Kerk. Het koninkrijk Frankrijk was slechts een politiek concept. Het woord populus wordt veelvuldig in teksten gebruikt, maar hiermee wordt de ganse christenheid bedoeld. Deze 'gemeenschap van christenen' werd als realiteit ervaren. "Wie geen christen is, behoort niet tot de maatschappij." Pas aan het eind van de Middeleeuwen deed de revolutionaire gedachte zijn intrede dat er binnen de christenheid verschillende volkeren onderscheiden kunnen worden.

### Herleving van de handel; bevolkingsgroei
De middeleeuwse economie was in de meeste opzichten primitief en onderontwikkeld. Bijna iedereen werkte in de landbouw. In de loop van de elfde eeuw trad hierin verandering op: vanaf ~1050 herleefden de steden en nam de handel toe. 

Ook de bevolking begon langzaam maar gestaag te groeien. De groei werd mede mogelijk gemaakt door het gunstige klimaat dat in de elfde en twaalfde eeuw in Frankrijk heerste (middeleeuws klimaatoptimum). Er was genoeg goede landbouwgrond beschikbaar. Misoogsten waren een zeldzaamheid.
De opvolgers van Hugo Capet (987-996) waren: Robert de Vrome († 1031), Hendrik I († 1060), Filips I (1060-1108) en Lodewijk VI de Dikke. De macht van de Robertingen was aanvankelijk van een zeker gewicht geweest, maar nam in de elfde eeuw af om rond 1040 een dieptepunt te bereiken. Hugo Capet en zijn opvolgers, heersten de facto alleen in een klein gebied rond Parijs, het kroondomein, en zelfs daar maar ten dele. Buiten het machtsgebied van de koning waren de machthebbers vooral plaatselijke grootheden, hetzij leenmannen, hetzij andere (lokale) heren die zich de zeggenschap over het land en over de rechts- en ambtsuitoefening hadden toegeëigend. Een centraal gezag ontbrak dus goeddeels, en de macht van de koning werd aanzienlijk beknot door de magnaten en deze plaatselijke leiders. In sommige delen van Frankrijk, zoals in de Berry, een afgelegen gebied, verdween zo goed als iedere vorm van openbaar gezag. De politieke versnippering bereikte haar hoogtepunt tussen ~1030 en ~1150. Het was de 'gouden tijd' van de banheren. 

Staatkundige kaart van Frankrijk rond 1180, het jaar waarin koning Filips II Augustus de troon besteeg.
Vrijwel het hele westen van Frankrijk was destijds in handen van de Plantagenets. Daarmee vergeleken was het kroondomein van de Capetingen (lichtblauw) maar klein.
kroondomein
kerkelijke goederen
bezittingen van de Plantagenets:
Graafschap Anjou en Touraine (1204)
Graafschap Maine (1204)
Hertogdom Normandië (1204)
Hertogdom Aquitanië (1453) : Eleonora van Aquitanië en Hendrik II Plantagenet
overige lenen
Graafschap Vlaanderen (1678) : Filips van de Elzas
Graafschap Champagne (1284/1361) : Hendrik I van Champagne
Graafschap Blois (1498) : Theobald V van Blois
Graafschap Nevers (?) : Willem V van Nevers
Hertogdom Bourgondië (1016) : Hugo III van Bourgondië
Graafschap Bourbon (1531) : Mathilde I van Bourbon
Graafschap Toulouse (1271) : Raymond (V) van Toulouse
bezittingen van Trencavel : Roger II Trencavel
Graafschap Foix (1589) : Bernard Rogier van Foix

Slechts in twee gebieden, Normandië en Vlaanderen, slaagden de leenheren erin hun vazallen in bedwang te houden; daar was de situatie minder onoverzichtelijk. Toch moesten ook hier de hertogen respectievelijk graven zich inspannen om zich te handhaven. Het karakter en de leiderschapscapaciteiten van de leenheer gaven daarbij veelal de doorslag. Vanaf het eind van de elfde eeuw gelukte het ook andere graven en hertogen hun gezag te vestigen, daarbij geholpen door administratieve vernieuwingen en door de toegenomen symbolische betekenis die aan de leenhulde werd toegekend. Opstandige banheren werden desnoods met geweld bedwongen. Op termijn zou ook de koning van deze ontwikkeling profiteren. Gaandeweg ging de feodale piramide functioneren zoals die oorspronkelijk bedoeld was. 

In de elfde eeuw bestond er in de praktijk weinig verschil in macht tussen de koning enerzijds, en anderzijds de graven en hertogen, die zich meer en meer als soevereine vorsten gingen gedragen. Zowel de koning als deze vorsten probeerden hun bezit ten koste van hun buren uit te breiden en waren daardoor dikwijls met elkaar in oorlog.
Normandië, waar zich in de tiende eeuw invallers afkomstig uit Scandinavië hadden gevestigd, werd een geduchte macht nadat hertog Willem in 1066 het Koninkrijk Engeland had veroverd. 

Dit was nog maar het begin. Nadat Willems afstammelingen een conflict over troonopvolging doorstaan hadden, werd in 1154 Hendrik II van Engeland tot koning gekroond. Hendrik had de hertogdommen Normandië en Anjou van zijn vader geërfd, en in 1152 was hij getrouwd met de vroegere Franse koningin, Eleonora van Nouvelle-Aquitaine, die het grootste deel van zuidwestelijk Frankrijk regeerde. Nadat Eleonora tegen haar man in opstand was gekomen, werd zij door Hendrik gevangengezet. De hertog van Bretagne werd een vazal van Hendrik, die dus in praktijk over de westelijke helft van Frankrijk regeerde.

### Overwinning van de monarchie
De twaalfde eeuw was een periode van grootschalige ontginningen. Het was een tijd van significante economische groei. De bevolking als geheel nam toe, evenals de bevolking in de steden. De opkomende steden verwierven privileges, stadsrechten.
Toen koning Lodewijk VI in 1108 de Franse troon besteeg, was het kroondomein rondom Parijs en Orléans kleiner dan dat van menig graaf of hertog. In theorie maakte hij aanspraak op het gezag over de Kerk en de vorsten. De praktijk was echter weerbarstig, hoewel de steun van de Kerk wel degelijk gewicht in de schaal legde. Onder Lodewijk VI werd het sacrale karakter van het koningschap meer en meer benadrukt. Lodewijk werd in allerlei opzichten bijgestaan door Suger, de invloedrijke abt van het klooster St.-Denis, die ook zijn biografie schreef. Niets wees er echter op dat de macht van de Capetingen in de dertiende eeuw een factor van betekenis zou worden. Lodewijk VI (1108-1137) en zijn zoon Lodewijk VII (1137-1180) hielden zich hoofdzakelijk bezig met het eigen domein. De opbloei van de economie versterkte hun positie; de vazallen en banheren moesten zich in het 'koninklijk domein' aan het gezag van de koningen onderwerpen. Daarbuiten waren zij vooralsnog bij lange na niet opgewassen tegen de Plantagenets.

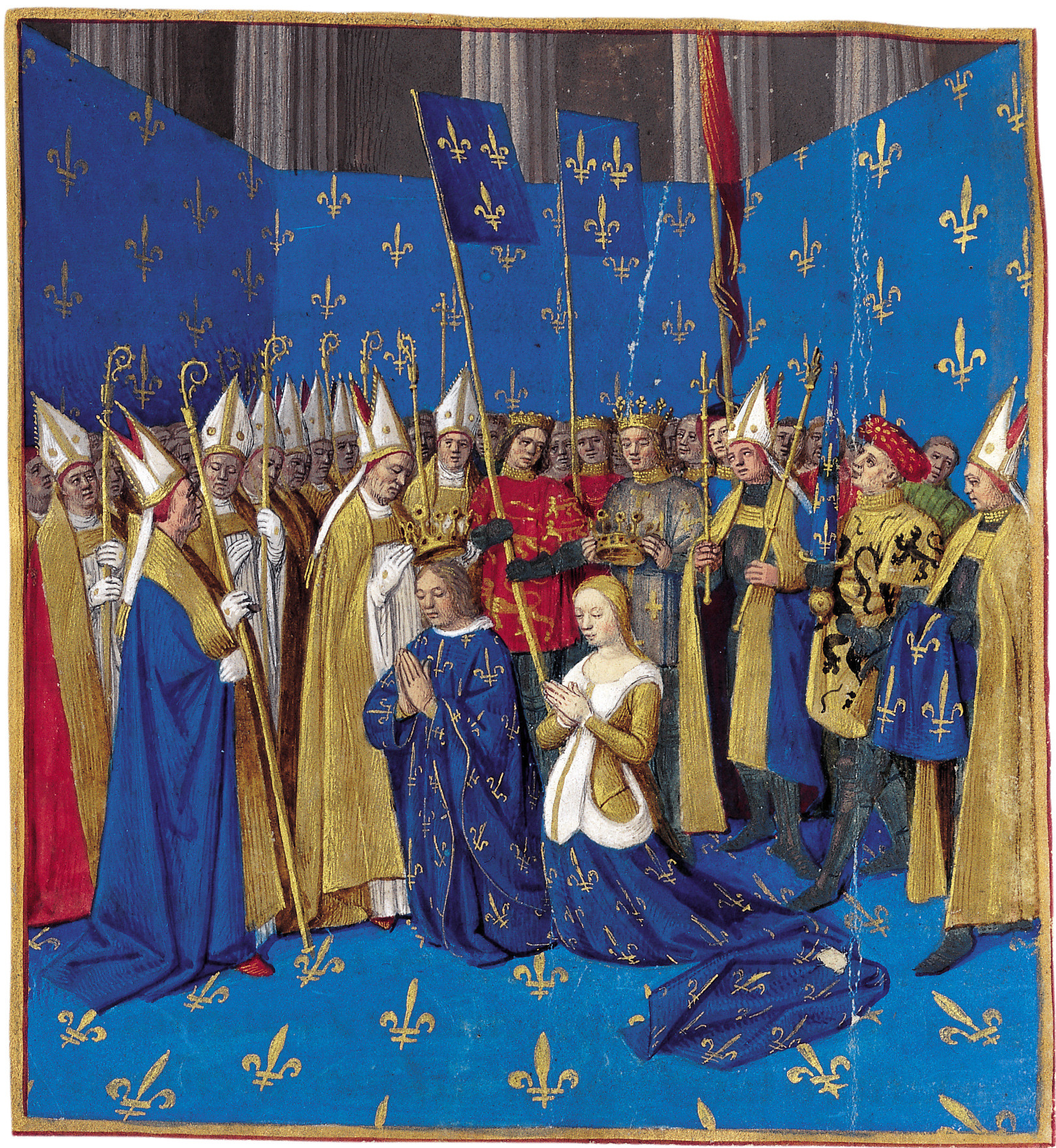
De kroning van Lodewijk VIII en Blanche van Castilië, een miniatuur uit een exemplaar van de "Grandes Chroniques de France" dat bewaard wordt in de Bibliothèque nationale de France.
Het plechtige kroningsceremonieel te Reims benadrukte het sacrale karakter van het koningschap.

De versterking van de monarchie was vooral het werk van Filips II Augustus (1180-1223) en zijn zoon Lodewijk VIII († 1226). Een reeks van factoren, waaronder de twisten tussen de zonen van Hendrik II van Engeland over de verdeling van de Franse lenen en de lange afwezigheid van Richard Leeuwenhart tijdens de Derde Kruistocht, hadden uiteindelijk tot gevolg dat de Franse koning zich meester kon maken van een groot deel van de bezittingen van de Plantagenets. 

Filips II Augustus stond aanvankelijk tegenover de machtige graven van Vlaanderen en de koningen van Engeland, die een verbond met elkaar hadden gesloten. Dat Filips van Namen, een broer van graaf Boudewijn IX, in Franse gevangenschap geraakte, betekende voor de Franse koning een buitenkansje. De Vrede van Péronne (1200) was hiervan het gevolg. Vlaanderen kreeg enkele steden terug, maar moest van het bondgenootschap met Engeland afzien.
Nadat paus Innocentius III met een interdict het koninkrijk van Engeland teruggeeft aan koning Filips II August van Frankrijk werden de Franse graven en hertogen gedwongen om de kant van de Franse koning te kiezen. De Engelse koning Jan zonder Land had zijn koninkrijk met de Franse bezittingen officieel 'in leen' bij de Franse koning. Vervolgens bleek Jan zonder Land niet opgewassen tegen Filips II Augustus, die een verbond sloot met Arthur, de hertog van Bretagne. Jan zonder Land verloor het grootste deel van zijn Franse lenen aan Filips: voortaan behoorden het hertogdom Normandië en de graafschappen Maine, Touraine en Anjou tot het Franse kroondomein. Na de Franse overwinning bij Bouvines in 1214 konden de Engelse vorsten alleen nog hun macht uitoefenen in Guyenne. Ook in het zuiden, in de Languedoc, verwierven de koningen bezittingen.
In veel opzichten was Lodewijk IX de Heilige (1226-1270) de ideale middeleeuwse vorst. Legendevorming zal hier ook aan hebben bijgedragen. Lodewijk IX was erg vroom en ging zelfs tweemaal op kruistocht. In zekere zin wedijverde hij met andere koningen, onder wie Hendrik III, in vroomheid. Tegelijkertijd was Lodewijk een krachtig heerser. De koninklijke bureaucratie werd tijdens zijn regering versterkt en uitgebreid; nieuwe wetten werden uitgevaardigd. Bepaalde aspecten van zijn bewind, zoals het grote aantal monniken rond de koning, soms een gebrek aan praktische zin, werden (fel) bekritiseerd. Tijdgenoten prijzen zijn vriendelijkheid en zijn gevoel voor humor. Uit veel door hem genomen maatregelen blijkt oprechte zorg voor de onderdanen.
De dertiende eeuw bracht de kroon grote gebiedsuitbreidingen in het zuiden, waar na een pauselijke kruistocht tegen de katharen (1209) Languedoc werd ingelijfd.

## Late Middeleeuwen
De Late Middeleeuwen waren voor Europa – en ook voor Frankrijk – een periode van crisis en ontwrichting in velerlei opzicht. In economisch opzicht was er zelfs sprake van een algemene malaise die tot circa 1475 duurde. Het hoogtepunt van deze crisis waren de jaren 1348-1350, toen een aanzienlijk deel van de bevolking – mogelijk een derde – omkwam als gevolg van de eerste uitbraak van de builenpest in ruim 500 jaar.
Filips IV de Schone, de zoon van Filips III, was getrouwd met Johanna van Navarra, de erfdochter van Navarra, een bergachtig koninkrijk in het noorden van Spanje. Op grond daarvan werd hij ook koning van Navarra. Tot 1328 bleef Navarra in een personele unie met Frankrijk verbonden. 

In 1300 probeerde Filips de Schone Vlaanderen onder zijn rechtstreeks gezag te brengen. De poging liep echter op een grote mislukking uit. Zijn leger leed in 1302 in de modder bij Kortrijk een jammerlijke nederlaag in de Guldensporenslag.
Lange tijd was het toeval de Franse monarchie gunstig gezind geweest. Alle koningen na Hugo Capet werden door hun zoon opgevolgd; regentschappen waren een uitzondering. Hierin kwam verandering na de dood van Lodewijk X († 1316). Zijn zoontje Jan I stierf vijf dagen na zijn geboorte. Vervolgens regeerden de broers van Lodewijk X: Filips V en Karel IV. De dochters van de drie broers konden hen niet opvolgen; vrouwen werden op grond van de Salische wet van erfopvolging uitgesloten. 

Onduidelijk was echter óf en in hoeverre dit alleen voor het Franse koningschap gold. Zo werd na de dood van Karel IV (1328) een dochter van Lodewijk X koningin van Navarra. Haar was voordien ook het graafschap Champagne beloofd, hetgeen suggereerde dat vrouwen wel degelijk konden erven. De belofte werd overigens niet nagekomen. Verder was onduidelijk of het recht op de Franse troon via dochters kon worden doorgegeven. Edward III (1327-1377), koning van Engeland, was via zijn moeder Isabella een kleinzoon van Filips de Schone. Hij meende daarom na de dood van Karel IV, zijn oom, aanspraak te kunnen maken op de Franse troon. Uiteindelijk was het een vergadering van rijksgroten die Filips van Valois, een kleinzoon van Filips III en een neef van Karel IV, als rechtmatig opvolger aanwees. Hij regeerde als koning Filips VI.
De economische en politieke crisis bereikte haar hoogtepunt gedurende de veertiende eeuw. Vooral de tweede helft daarvan was voor Frankrijk een aaneenschakeling van rampen. 

De 'eeuw van crisis' begon met de grote hongersnood van 1315-1317, veroorzaakt door excessieve regenval. Er kwam een eind aan een periode van gunstig weer en gestage bevolkingsgroei. Hoe klein het temperatuursverschil ook was, de gevolgen waren ingrijpend. Als de graanoogst slecht was, wachtte velen de hongerdood. De afwezigheid van vervangende gewassen, bijvoorbeeld boekweit, maakte de bevolking extra kwetsbaar. Soms speelde economisch wanbeleid een rol: muntdepreciatie was de belangrijkste oorzaak van de hoge graanprijzen rond 1420. 

Rampzalig was de Zwarte Dood, de pest, die Frankrijk in 1348 trof en vervolgens bleef terugkomen. Zo sloeg de pest opnieuw toe in de jaren 1360-1362 tijdens de 'pest van de kinderen'.
Vergeleken met de pandemie viel de schade toegebracht als gevolg van de lange oorlog met Engeland – hoewel aanzienlijk – nog mee. De verzwakking van de monarchie droeg het hare bij aan een klimaat van algehele ontreddering. Daar kwam nog een crisis in de Kerk, het Westers Schisma (1378-1417), bij.

Het is geen wonder dat pessimisme en een nostalgisch verlangen naar de "goeie ouwe tijd", zoals verwoord door de dichter Eustache Deschamps, in de cultuuruitingen domineren. Niettegenstaande dit klimaat van angst en onzekerheid deden zich in het culturele leven een aantal opmerkelijke ontwikkelingen voor. Zo ontstond in de muziek de ars nova. Belangrijke componisten waren Guillaume de Machault en Guillaume Dufay. De miniatuurkunst bereikte een hoogtepunt met Les Très Riches Heures du duc de Berry van de Nijmeegse gebroeders Van Limburg.

### Honderdjarige Oorlog
Een reeks geschilpunten met de Engelse koningen, waaronder de omstreden opvolging van Karel IV, leidden in 1337 tot het uitbreken van de Honderdjarige Oorlog. De naam 'Honderdjarige Oorlog' (guerre de Cent Ans) is overigens pas eeuwen na dato, vermoedelijk in 1823, bedacht om een reeks van kortere oorlogen tussen Frankrijk en Engeland onder een noemer te brengen. Meerdere malen werd een wapenstilstand of vrede gesloten. Het was dus beslist geen 'permanente oorlog'. Pas het Verdrag van Picquigny, gesloten op 29 augustus 1475, maakte een definitief eind aan de vijandelijkheden.
De Honderdjarige Oorlog was een complex conflict. Het was zowel een strijd tussen twee vorstenhuizen als een feodaal conflict. De feodale vorsten, de graven en hertogen, probeerden opnieuw zich aan de macht van de monarchie te onttrekken. 

De oorlog tussen de Franse Valois en de Engelse Plantagenets was een voortzetting van het eerdere conflict tussen Filips II Augustus en Jan zonder Land. Inzet waren de gebieden die de Plantagenets in leen hadden. Aanvankelijk had Edward III leenhulde bewezen aan Filips VI voor zijn Franse lenen. Oorlog werd onvermijdelijk nadat Filips VI in 1337 het hertogdom Guyenne verbeurd verklaarde. In januari 1340 nam Edward III de titel 'koning van Frankrijk' aan. Gedurende twee decennia boekten de Engelse Plantagenets grote successen. De Zeeslag bij Sluis (1340), de Slag bij Crécy (1346) en de Slag bij Poitiers (1356) waren alle klinkende overwinningen voor de Engelsen. Tijdens de laatste slag werd zelfs de koning van Frankrijk, Jan II, gevangengenomen door de Engelsen. In de nasleep van de nederlaag braken in 1358 opstanden uit: op het platteland van Noord-Frankrijk de jacquerie en in Parijs een hervormingsbeweging onder leiding van de koopman Étienne Marcel. Ook de koning van Navarra, Karel II, via zijn moeder een kleinzoon van Lodewijk X, mengde zich in de strijd om de macht; hij meende aanspraak te kunnen maken op het koningschap.

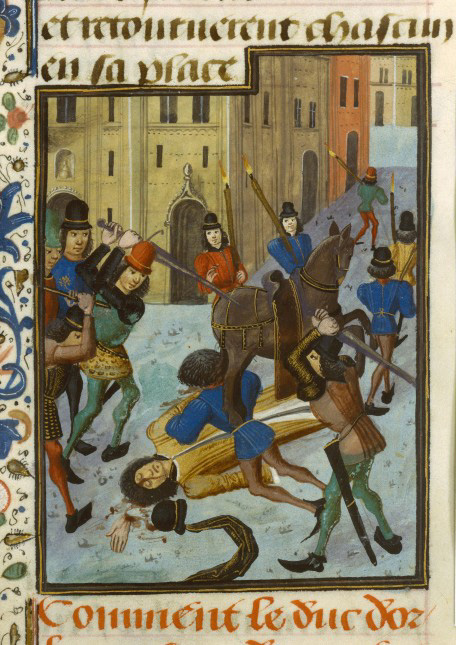
De moord op Lodewijk, hertog van Orléans (1407), een miniatuur uit een kroniek uit ~1470/80, Bibliothèque nationale de France.
Politieke moord werd ook in de onrustige vijftiende eeuw als schokkend ervaren. De gevolgen ervan waren heftig en werkten lang na, omdat er een soort vendetta ontstond.

In het begin van de vijftiende eeuw zag het ernaar uit dat heel Frankrijk door de Engelsen veroverd zou worden. De succesvolle Engelse opmars werd in hoge mate mogelijk gemaakt door een nieuwe crisis van de monarchie. Koning Karel VI viel meer en meer de waanzin ten prooi. Zijn familieleden stonden elkaar naar het leven. De hertog van Orléans, een broer van Karel VI, werd in 1407 vermoord. Twaalf jaar later werd zijn neef en belangrijkste tegenstander, Jan zonder Vrees, uit wraak eveneens vermoord. 

De minderjarige Hendrik VI van Engeland werd in december 1431 in Parijs tot koning gekroond. Maar de krijgskansen keerden, mede door het heldhaftig optreden van Jeanne d'Arc. In 1436 werd Parijs heroverd. In de hieropvolgende decennia, een periode van betrekkelijke stabiliteit, kon Frankrijk zich langzaam van zijn wonden herstellen.

### Op weg naar de Nieuwe Tijd
De Franse monarchie kwam uiteindelijk versterkt uit de crisis tevoorschijn. De grote nood had buitengewone maatregelen mogelijk gemaakt. Ook het economisch herstel droeg bij aan een stabilisering van de verhoudingen. 

Vooral de koningen Karel VII (1422-1461) en Lodewijk XI (1461-1483) versterkten de macht van de monarchie aanzienlijk. Onder Karel VII werden vaste koninklijke belastingen ingevoerd, met toestemming van de onderdanen(!). Zijn bewind gold naderhand als voorbeeldig. 

Het hertogdom Bretagne en het hertogdom Bourgondië wisten zich overigens nog grotendeels aan de invloed van de monarchie te onttrekken. 

De regering van Karels opvolger, de sluwe Lodewijk XI , had een ongunstige reputatie. Lodewijk XI moest het hoofd bieden aan de Ligue du Bien Public, een verbond van machtige heren onder leiding van Karel de Stoute (1467-1477), de hertog van Bourgondië. De oorlog tussen Lodewijk XI en de Bourgondische hertog was de laatste akte in de eeuwenlange strijd om het politiek primaat: de monarchie kwam als winnaar tevoorschijn. Zijn geduchtste tegenstander, Karel de Stoute, kwam in 1477 in de Slag bij Nancy om het leven in een op catastrofale wijze verloren veldslag tegen de Zwitsers en de Lotharingers. Hoewel de adel zeer machtig bleef, moest deze voortaan binnen de structuren van de monarchie opereren.
Karel VIII († 1498) was minderjarig toen hij zijn vader opvolgde. Zijn oudere zuster, Anne de Beaujeu vervulde enige tijd het regentschap. Eenmaal meerderjarig geworden begon Karel VIII zich actief met Italië te bemoeien.